# Zé António
José António dos Santos Silva (Torres Vedras, Portugal, 14 de marzo de 1977), más conocido como Zé António exfutbolista portugués. Juega de defensa y actualmente retirado.

## Trayectoria
Zé António es un defensa central con amplia experiencia en clubes como el Fútbol Club Oporto o el Borussia Mönchengladbach con el que desciende a la segunda división alemana, después de no jugar ni un minuto en esta categoría en toda la primera vuelta decide irse cedido al Vestel Manisaspor del fútbol Turco con el que también desciende.
También jugó varios partidos con la selección lusa sub-21.
El 27 de junio de 2008 firma un contrato por dos temporadas con el Racing de Santander.
Fue titular por primera vez en el Racing de Santander el 29 de octubre de 2008 en el partido de ida de la Copa del Rey frente al Real Murcia en la Nueva Condomina aunque no llegó a debutar en liga en esa temporada.
El 9 de diciembre de 2009, Ze Antonio y el Racing llegan a un acuerdo para su resolución contractual

## Clubes
| Club                              | País     | Temporada | Encuentros disputados | Goles |
| --------------------------------- | -------- | --------- | --------------------- | ----- |
| Torreense                         | Portugal | 1994-1998 |                       |       |
| FC Porto                          | Portugal | 1998      |                       |       |
| Leça Futebol Clube (Cedido)       | Portugal | 1998-1999 |                       |       |
| Futebol Clube de Alverca (Cedido) | Portugal | 1999-2000 |                       |       |
| Futebol Clube de Alverca          | Portugal | 2000-2001 |                       |       |
| Futebol Clube de Alverca          | Portugal | 2001-2001 |                       |       |
| Varzim Sport Club                 | Portugal | 2002-2003 | 15                    | 5     |
| Académica de Coimbra              | Portugal | 2003-2004 |                       |       |
| Académica de Coimbra              | Portugal | 2004-2005 |                       |       |
| Borussia Mönchengladbach          | Alemania | 2005-2006 | 34                    | 3     |
| Borussia Mönchengladbach          | Alemania | 2006-2007 | 30                    | 0     |
| Borussia Mönchengladbach          | Alemania | 2007-2008 | 0                     | 0     |
| Vestel Manisaspor (cedido)        | Turquía  | 2007-2008 | 13                    | 1     |
| Racing de Santander               | España   | 2008-2009 | 0                     | 0     |
| Uniao Leiria                      | Portugal | 2009-2010 | 0                     | 0     |